# والي وولف
والي وولف (بالإنجليزية: Wally Wolf)‏ هو لاعب كرة الماء وسباح أمريكي، ولد في 2 أكتوبر 1930 في لوس أنجلوس في الولايات المتحدة، وتوفي في 12 مارس 1997 في سانتا إینز ‏ في الولايات المتحدة.

## روابط خارجية
- والي وولف على موقع الاتحاد الدولي للسباحة (الإنجليزية)
- والي وولف على موقع قاعة مشاهير السباحة الأمريكية (الإنجليزية)
- والي وولف على موقع اللجنة الأولمبية الدولية (الإنجليزية)
- والي وولف على موقع أوليمبيديا (الإنجليزية)